# Stillensteinklamm

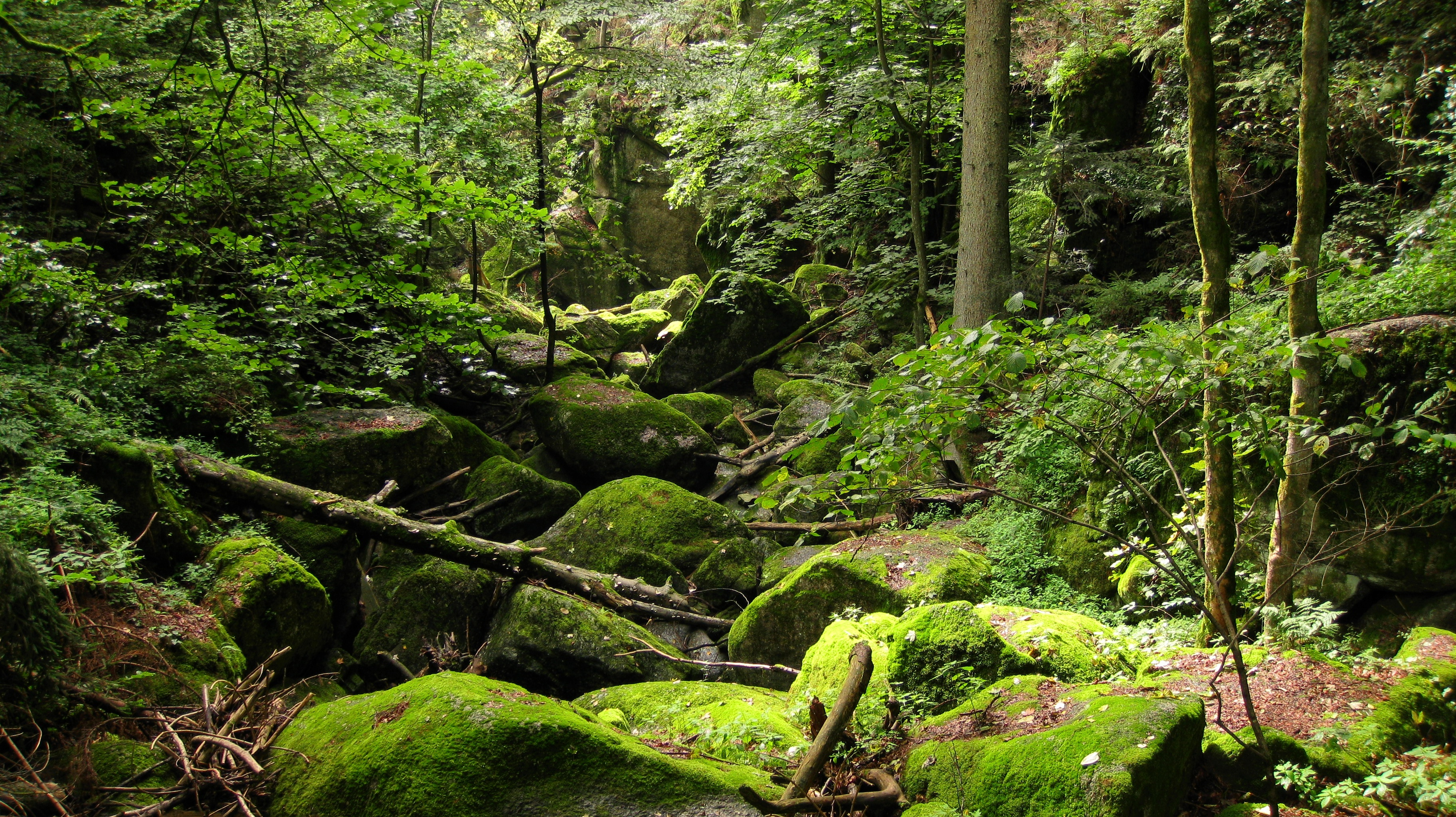
Die Stillensteinklamm

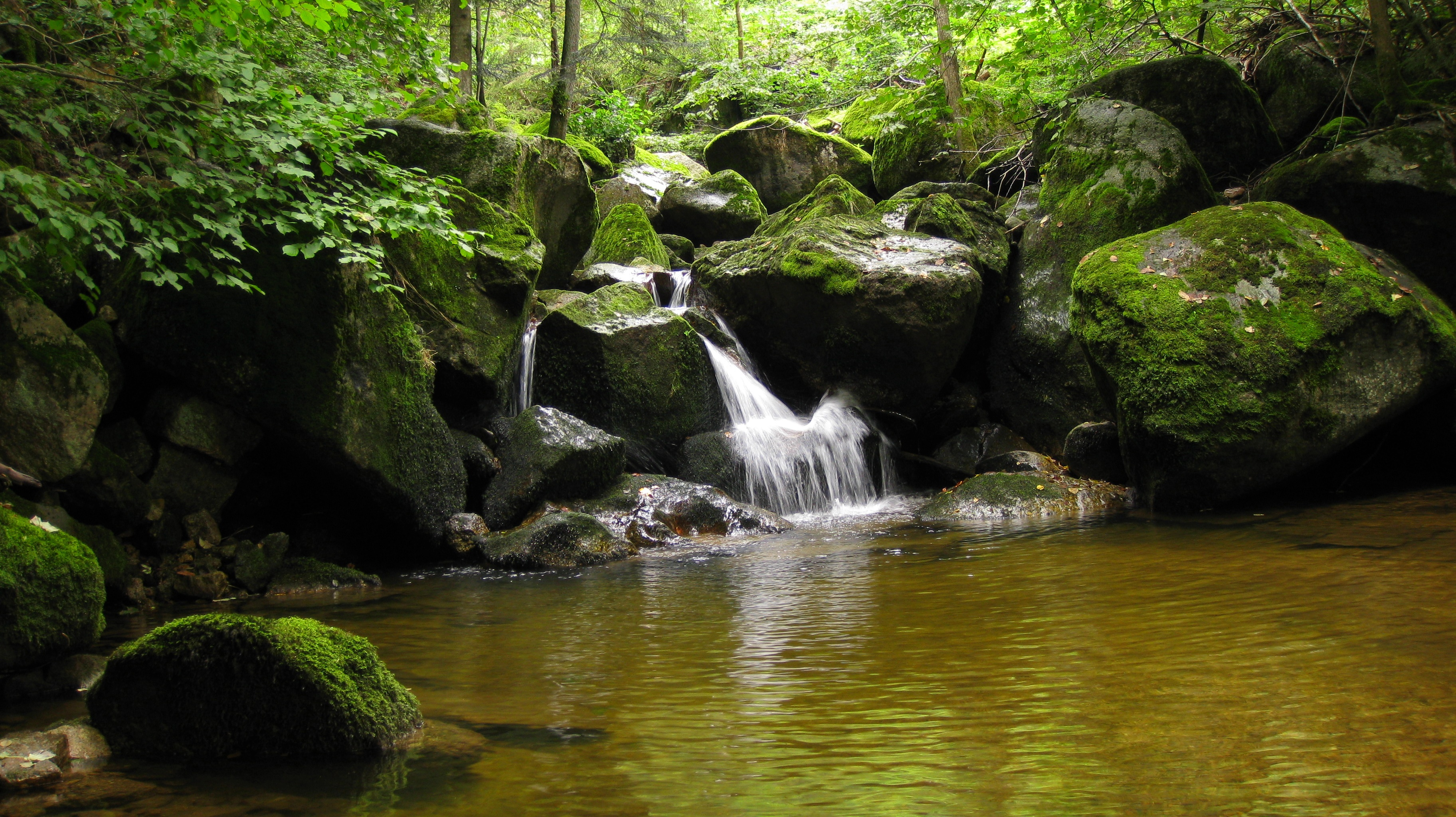
Wasserfall in der Stillensteinklamm

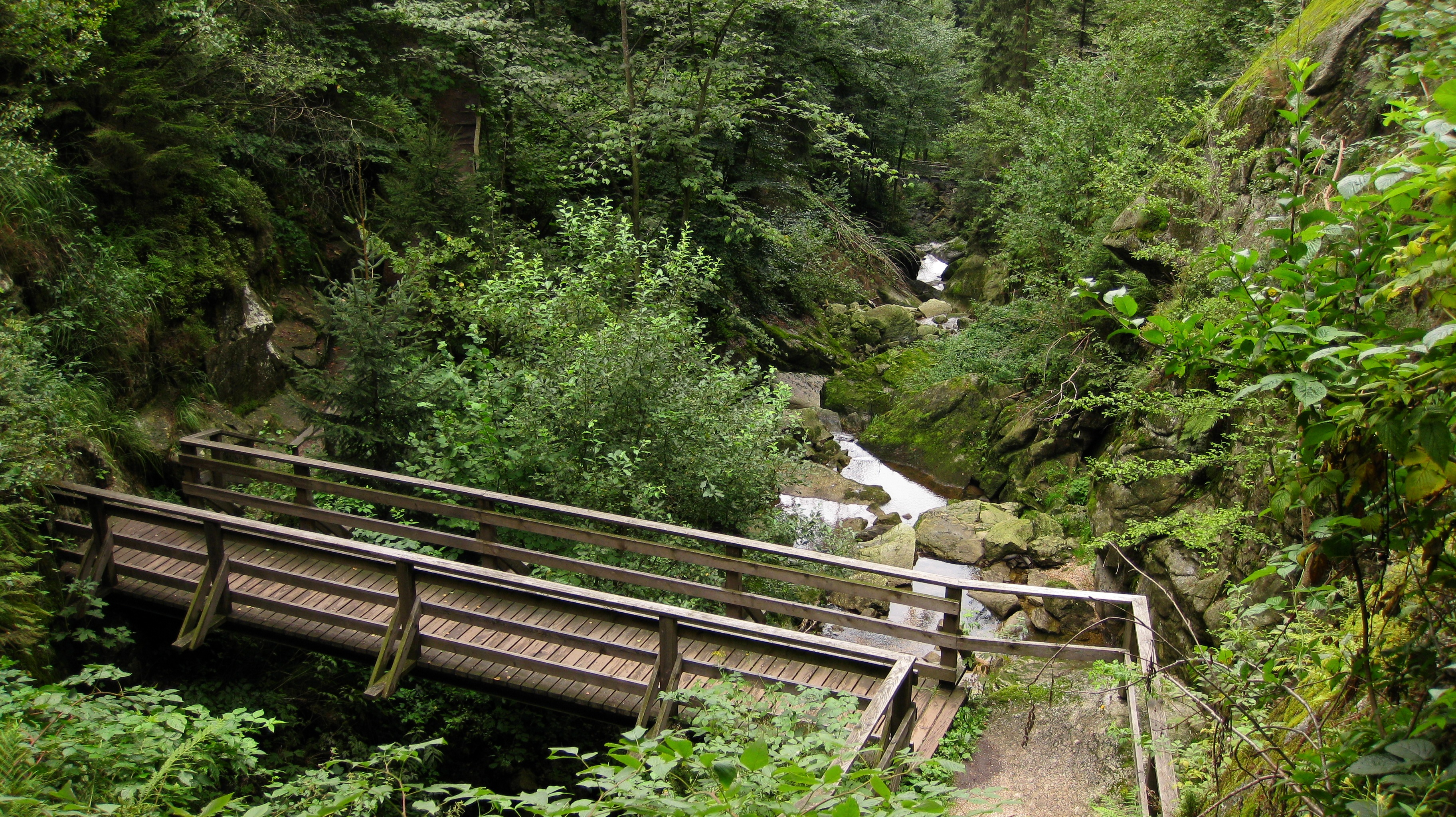
Holzsteg in der Stillensteinklamm

Die Stillensteinklamm ist eine Klamm des Gießenbaches im östlichen Teil von Grein beziehungsweise im westlichen Teil von St. Nikola im Strudengau im Bezirk Perg in Oberösterreich, die über einen Wanderweg begehbar ist.

## Geographie
Die Stillensteinklamm liegt auf einer Seehöhe zwischen 230 m ü. A. (Gießenbachmühle) und 405 m ü. A. (Aumühle) und hat eine Länge von etwa fünf Kilometern. Der Gießenbach ist auf Grund seines Verlaufs durch die Stillensteinklamm landschaftlich eines der interessantesten Gewässer in der oberösterreichischen Raumeinheit Donauschlucht und Nebentäler. Die Natürlichkeit seines Wasserregimes ist durch eine Ausleitungsstrecke für ein Kleinkraftwerk kurz vor der Mündung in die Donau beeinträchtigt.
An manchen Stellen fließt der Gießenbach durch ein unterirdisches Höhlensystem. Eine der Höhlen ist bis zu acht Meter hoch, mehr als einhundert Meter begehbar und hat zwei Eingänge. Die Stillensteinklamm verdankt ihr den Namen, weil der Gießenbach im Untergrund verschwindet und dadurch still ist. Die Höhle darf bei drohendem Gewitter und Regen sowie während der Regulierungsmaßnahmen des oberhalb der Höhle befindlichen Kraftwerks nicht betreten werden.

## Geschichte
In der ersten Hälfte des 19. Jahrhunderts wurde der Gießenbach durch die Sprengung von Felsblöcken (1834 bis 1836) für die Scheiterschwemme nutzbar gemacht. In den folgenden zehn Jahren wurden rund 12.000 Klafter Holz transportiert. 
In der zweiten Hälfte des 19. Jahrhunderts (etwa ab 1880) wurde die Klamm für Wanderfreunde durch die Errichtung von Wegen, Brücken, Stiegen und Steiganlagen erschlossen, die allerdings durch Hochwasserkatastrophen mehrmals zerstört wurden (1915, 2002, 2005). Die Donauuferbahn überquert seit 1909 das Gießenbachtal bei der Gießenbachmühle über ein Viadukt mit sieben Bögen. Es handelt sich dabei um das höchste Eisenbahnviadukt zwischen Sankt Valentin und Wien und steht unter Denkmalschutz.

## Tourismus
Die Zahl der Wanderer in der seit 1880 mit Unterbrechungen erwanderbaren Klamm kann nur geschätzt werden. Anlässlich der Wiedereröffnung 2006 wurde von jährlich 20.000 Wanderern gesprochen. Seit 2010 ist die Stillensteinklamm nach einer umfassenden Sanierung des Wanderweges Teil der Donausteig-Etappe von Grein nach Sarmingstein und Teil der Donaurunde Burg Werfenstein. Der Eingang zur Stillensteinklamm bei der Gießenbachmühle an der Mündung des Gießenbachs in die Donau liegt am Donauradweg.